# Tragia schweinfurthii
Tragia schweinfurthii là một loài thực vật có hoa trong họ Đại kích. Loài này được Baker mô tả khoa học đầu tiên năm 1908.